# Ширази, Садик
Сейид Садик Хусейни Ширази (араб. السيد صادق الحسيني الشيرازي‎, род. 1 августа 1942 или 22 августа 1942, Кербела, Ирак) — великий аятолла, один из мусульманских шиитских богословов в области религии, особенно канонического права (фикха), имеющий множество последователей по всему миру.

## Биография
Садик Ширази родился в Кербеле (Ирак) в 1942 году (1360 по мусульманскому календарю). Он с ранних лет обучался религии и продолжал свои исследования под руководством выдающихся шиитских богослов, достигнув высшей степени в иджтихаде. В числе его основных учителей были его отец Мирза Махди Ширази, его старший брат Мухаммад Ширази, а также Мухаммад Хади Милани и Мухаммад Реза Исфахани.
Со временем он заслужил репутацию знающего богослова и получил известность среди духовенства Кербелы и Неджефа (Ирак), а позже и Кума (Иран). Ряд богословов, включая Мухаммада Ширази, указали на Садика Ширази как на «аляма» (наиболее знающего богослова своего времени).
Под руководством Садика Ширази действует множество организаций, фондов и центров в Иране, Ираке, Сирии, Кувейте и других странах. Как и его младший брат аятолла Моджатаба Ширази, Садик находится в оппозиции к правящему иранскому режиму и подвергался преследованиям со стороны последнего.

## Родословная и семья
Садик Ширази принадлежит семейству, которое ведёт своё происхождение от пророка Мухаммада и является одной из наиболее влиятельных династий богослов в мусульманском мире. Среди видных представителей семейства Ширази:
— Мухаммад-Хасан Ширази (у. 1895), известный как Муджаддид («обновитель»), лидер «Табачного движения», которое боролось с британским влиянием в Иране в начале XX века;
— Мухаммад-Таги Ширази (у. 1920), лидер Иракской революции 1920 года, также направленной на борьбу с британским господством;
— Али Ширази (у. 1936), один из влиятельнейших шиитских лидеров Неджефа и один из лучших студентов Шейха аль-Ансари;
— Исмаил Ширази (у. 1888);
— Абдел-Хади Ширази (у. 1962);
— Мирза Махди Ширази (у. 1961);
— Мухаммад Ширази (у. 2001), по мнению ряда исследователей, крупнейший шиитский учёный минувшего века, автор порядка тысячи томов книг и создатель сотен благотворительных и образовательных учреждений;
— Хасан Ширази (у. 1980), известный как Шахид («мученик»), основатель хавзы аз-Зейнабийа в Дамаске (Сирия), убитый иракскими спецслужбами в Ливане.
Все вышеперечисленные богословы имели титул «Великий аятолла».

## Произведения
Библиография Садика Ширази включает свыше семидесяти работ, написанных на арабском и персидском. Среди них книги посвящённые каноническому праву, методологии права, догматике, логике, исламской истории, экономике и вопросам развития современного общества. Некоторые из его произведений:
1. Комментарий на «Урват-уль-Вузка» — 20 томов;
2. Разъяснение методологии — 10 томов;
3. Комментарий на «Шарае-аль-Ислам» — 4 тома;
4. Комментарий на «Табсират-уль-Муталлимин» — 2 тома;
5. Комментарий на «Суйути» — 2 тома;
6. Комментарий на «аль-Лума аль-Демишкийа» — 10 томов;
7. Логика;
8. Али в Коране — 2 тома;
9. Аль-Махди в сунне;
10. Аналогия в исламском шариате;
11. Основы исламской экономики;
12. Политика с точки зрения Ислама;
13. Средства в исламском банкинге;
14. Аграрная реформа в Исламе.